# Bandeira de Artigas

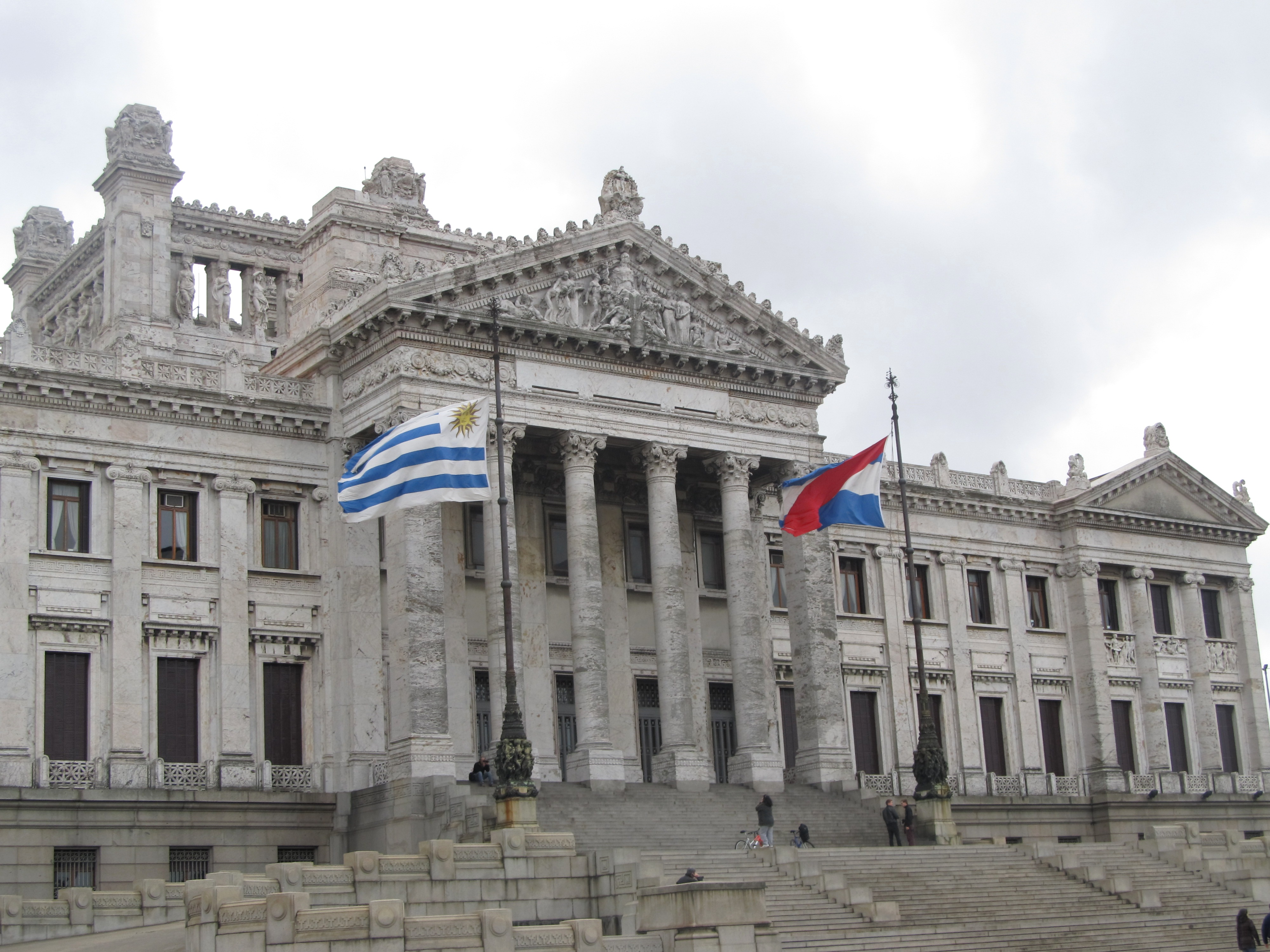
A bandeira de Artigas tremulando ao lado da bandeira uruguaia em frente ao Palácio Legislativo de Montevidéu.

A bandeira de Artigas é uma bandeira usada no início do século XIX pelo líder militar e político sul-americano José Gervasio Artigas. Originalmente, foi a bandeira nacional da Liga dos Povos Livres entre 1815 e 1820. Desde 1952, é uma das bandeiras nacionais do Uruguai e, desde 1987, a bandeira da província argentina de Entre Ríos. A bandeira consiste em uma faixa horizontal branca entre duas bandas azuis e vermelhas. As faixas azuis e brancas vêm da bandeira criada por Manuel Belgrano, enquanto a vermelha foi adicionada como símbolo da luta pelo federalismo.

## História

### Origem

Uma das primeiras bandeiras da Liga dos Povos Livres.

Em 1810, como resultado da Revolução de Maio, o Vice-Reino do Rio da Prata declarou independência, tornando-se as Províncias Unidas da América do Sul, mas por algum tempo continuou a usar a bandeira espanhola. Em 27 de fevereiro de 1812, Manuel Belgrano desenhou uma bandeira para seus soldados com duas listras azuis nas bordas e uma branca no meio e a propôs como a bandeira das Províncias Unidas. No entanto, devido à situação complicada, a Primeira Junta lutou oficialmente em nome do rei espanhol Fernando VII, que estava prisioneiro de Napoleão Bonaparte.
Em 1814, José Gervasio Artigas, líder da Província Oriental, começou a organizar a Liga dos Povos Livres. A primeira bandeira foi criada antes da formação da Liga e era baseada na bandeira de Belgano. A bandeira consistia em faixas horizontais azul-branco-azul, com cada faixa azul tendo uma faixa horizontal vermelha em seu interior. As faixas azuis simbolizavam as duas margens do rio da Prata.
Mais tarde, Artigas trocou as duas listras vermelhas por uma diagonal, para distinguir claramente suas bandeiras das bandeiras semelhantes de seus oponentes. O desenho final não foi criado diretamente por Artigas, mas por José María de Roo, um funcionário da alfândega de Montevidéu e especialista em heráldica. De Roo provavelmente serviu como consultor de Artigas, embora a natureza exata de sua colaboração e a extensão da influência de Artigas no desenho permaneçam obscuras.

### Liga Federal
A nova bandeira foi hasteada pela primeira vez no acampamento militar de Artigas em Arerunguá em 13 de janeiro de 1815. Em Montevidéu, foi hasteada pela primeira vez em 26 de março por ordem do governador militar de Montevidéu, coronel Fernando Otorgués, e em Entre Ríos em 13 de março. Com o tempo, a bandeira se espalhou por toda a Liga. Em 1820, após derrotar as forças unitárias, os governadores das províncias de Entre Ríos, Santa Fé e Corrientes assinaram o Tratado do Pilar com Buenos Aires e se reuniram com as Províncias Unidas, dissolvendo assim a Liga Federal. Diante da invasão portuguesa e do conflito com seus antigos aliados, Artigas foi derrotado e fugiu para o Paraguai. Perseguindo Artigas, o governador de Entre Ríos, Francisco Ramírez, capturou a cidade de Corrientes em 19 de setembro, declarando-se governador da província de Corrientes e de toda a Mesopotâmia argentina.

### Após a queda da Liga
Ramírez criou a República de Entre Rios a partir dos territórios que controlava em setembro de 1820. Apesar do título "República" e de sua independência prática, Ramírez não tinha intenção de se separar das Províncias Unidas. Entre Ríos rapidamente entrou em conflito com Estanislao López, governador de Santa Fé. Como Ramírez usava a antiga bandeira de Artigas como sua, Santa Fé a abandonou e adotou seu próprio desenho.  A república chegou ao fim um ano depois, quando, durante a campanha em Santa Fé, Ramírez foi traído por um de seus comandantes, Lucio Norberto Mansilla, e morto após ser capturado pelas tropas de López.
Após a restauração da província de Entre Ríos pelo governador Lucio Mansilla em 1821, em 12 de março de 1822, o congresso provincial proibiu o uso da bandeira federal e de quaisquer outras bandeiras, introduzindo novos símbolos. Após a renúncia de Mansilla em 1824, durante o governo de Juan León Solas, a bandeira de Ramírez retornou informalmente à província, juntamente com a bandeira nacional, embora não tenha sido formalizada devido a conflitos entre facções nos anos seguintes.
Azul escuro, branco e vermelho foram amplamente utilizados pelo Partido Federal ao longo de sua existência, mas a bandeira de Artigas foi usada cada vez menos em comparação à bandeira de Rosas e às bandeiras provinciais.

### Uso moderno

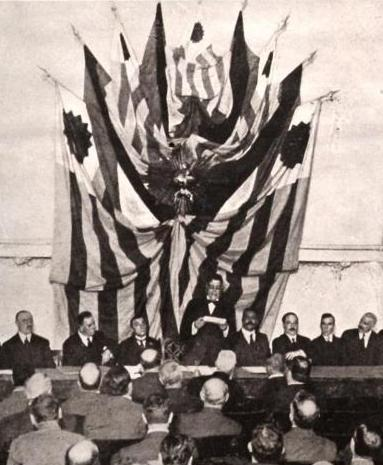
A bandeira de Artigas e a bandeira uruguaia hasteadas juntas em 1919

A bandeira de Artigas continuou sendo um dos símbolos patrióticos do Uruguai, mas não teve status oficial nem função específica até 18 de fevereiro de 1952. Naquele dia, entrou em vigor um decreto que, entre outras coisas, reconheceu a bandeira de Artigas e a bandeira dos Trinta e Três Orientais como símbolos nacionais e introduziu uma hierarquia reconhecendo a bandeira de Artigas em quarto lugar, atrás da bandeira nacional, do brasão e do hino.
Em 5 de março de 1987, o governador Sergio Montiel restaurou a bandeira de Artigas como bandeira da província de Entre Ríos.

## Bandeiras das províncias da Liga
- Província Oriental
- Misiones
- Córdoba
- Córdoba
- Corrientes
- Corrientes
- Santa Fé

O padrão de listras diagonais não se tornou comum em toda a liga imediatamente. Especialmente em 1815, outros arranjos de cores federais foram usados localmente. Geralmente, essas bandeiras assumiam a forma de tricolores simples. Aparentemente, o governador militar de Montevidéu, Fernando Otorgués, e o comandante, Andresito Guacurarí, ao entrarem em Misiones, usaram três listras horizontais a partir do topo das cores vermelho, azul e branco. A bandeira de Otorgués rapidamente mudou a ordem das listras para azul-branco-vermelho e se tornou a bandeira da Banda Oriental usada durante todo o período de controle da Liga sobre a margem leste do rio Uruguai. A bandeira da Banda Oriental foi novamente usada como base para a bandeira dos Trinta e Três Orientais e como a primeira bandeira da República do Uruguai em 1825.
José de Silva, que derrubou o governo pró-centralista em Corrientes em dezembro de 1914, introduziu a bandeira com listras horizontais, que foi usada ali até o fim da existência da Liga.

## Legado

### Argentina

#### Atuais
- Bandeira de Santa Fé desde 1986
- Bandeira de Córdoba desde 2010
- Bandeira de La Rioja desde 1986
- Bandeira de Misiones desde 1992
- Bandeira da província de Entre Ríos desde 1987
- Bandeira de Santiago del Estero desde 1985
- Bandeira da cidade de Corrientes desde 2014

#### Históricas
- Bandeira da Confederação Argentina (1835–1850)
- Bandeira da Confederação Argentina (1850–1861)
- Bandeira de Entre Ríos (1833-1853)
- Bandeira de Santa Fé (De Jure 1821–1822)
- Bandeira de Santa Fé (1822–1880)
- Bandeira da República de Tucumán (1820–1821)

### Uruguai

#### Marinha Uruguaia
Da década de 1930 à década de 1990, os navios de guerra da Marinha Uruguaia hastearam a bandeira de Artigas como jaque, até serem substituídos por um design modificado anterior à década de 1930 nos últimos anos.

#### Força Aérea Uruguaia
- Bandeira da Força Aérea Uruguaia
- Roundel do Uruguai

As aeronaves da Força Aérea Uruguaia exibem a bandeira de Artigas nas nadadeiras, bem como uma versão circular da bandeira (roundel) nas fuselagens e asas.

#### Exército Uruguaio e uso militar geral
- Bandeira do Exército Uruguaio
- Laço militar do Uruguai
- Medalha 18 de maio de 1811

Há também uma versão diferente do medalhão, conhecida como laço de Artigas, que é usado como laço nos uniformes militares do Uruguai e também serve como emblema do Exército Uruguaio. É igualmente baseado na bandeira de Artigas, mas com o azul no centro, cercado por branco e depois azul, e com a faixa diagonal vermelha no geral.

#### Departamentos
- Bandeira do departamento de Canelones desde 2010
- Bandeira do departamento de Paysandú desde 1992
- Bandeira do departamento de Soriano desde 1994
- Brasão do departamento de Artigas desde 1964
- Brasão do departamento de Rocha
- Brasão do departamento de San José desde 1926

#### Clubes esportivos
- Club Nacional de Football
- Club Atlético Artigas
- Paysandú Fútbol Club
- Flâmula do Yacht Club Punta del Este

Os símbolos do clube de primeira divisão Club Nacional de Football foram inspirados na bandeira de Artigas, assim como os dos clubes de terceira divisão Club Atlético Artigas e Paysandú Fútbol Club.

#### Organizações políticas
- Movimento de Libertação Nacional – Tupamaros (1967-1972)
- Comissões Unitárias Anti-imperialistas (desde 2008)

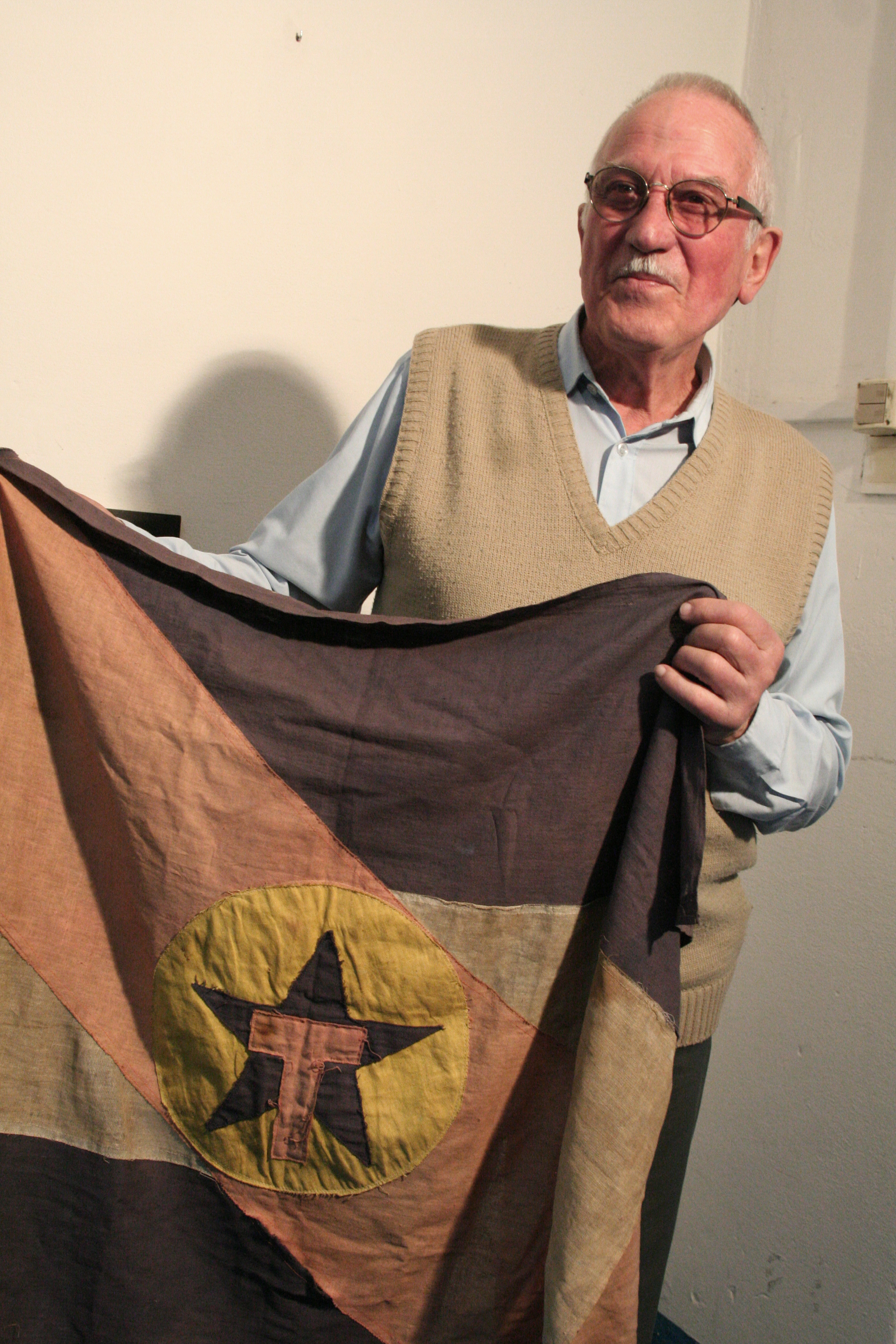
Ex-guerrilheiro Julio Marenales segurando a bandeira do Tupamaros.

O grupo guerrilheiro urbano de esquerda Tupamaros, fundado na década de 1960, usa uma bandeira de Artigas desfigurada com seu emblema de uma estrela vermelha ou amarela e a letra "T".
Atualmente, a primeira bandeira de Artigas é usada pelo partido de extrema-esquerda COMUNA, que adicionou seu logotipo à faixa branca, e pelo Cabildo Abierto, considerado um partido de direita.

#### Bandeira dos Charruas
- Bandeira dos Charruas[12][13]

A bandeira com listras verdes é usada como uma das bandeiras não oficiais do povo indígena charrua. A bandeira de cor verde é atribuída à cavalaria charrua que lutou no exército da Liga. Nenhuma fonte menciona que a cavalaria charrua usou uma bandeira especial intencionalmente diferente da bandeira básica de Artigas, mas há um relato descrevendo as bandeiras de listras verdes usadas por Andresito Guacurarí em Misiones. Guacurarí era filho adotivo de Artigas e veio do povo guarani. Geralmente, presume-se que as bandeiras vistas em Misiones estavam desbotadas. A língua charrua e a língua guarani daquela época não distinguiam entre as cores azul e verde.